# David Campese
David Ian Campese (Queanbeyan, 21 ottobre 1962) è un ex rugbista a 15 australiano che giocava nel ruolo di tre quarti ala; considerato tra i migliori giocatori in assoluto della storia del rugby, vanta 101 presenze in Nazionale australiana tra il 1982 e il 1996, con 64 mete internazionali realizzate, record per gli Wallabies e seconda miglior performance assoluta dietro Daisuke Ōhata (69 mete con il Giappone); è inoltre vincitore della II Coppa del mondo che si tenne in Inghilterra nel 1991.
Famoso per la sua tecnica di corsa nota come goose step (passo dell'oca) usata per eludere i suoi placcatori, Campese è visto come il primo grande professionista ante litteram del rugby a 15 e uno tra gli innovatori della disciplina.

## Biografia
Figlio di un emigrato veneto di Montecchio Precalcino, Campese crebbe a Queanbeyan, cittadina del Nuovo Galles del Sud gravitante intorno a Canberra; lì, dopo le scuole superiori, esordì in prima squadra del Queanbeyan Whites, compagine cittadina che milita nel campionato statale; suo compagno di squadra, nel ruolo di pilone, era Alan Webber, padre del futuro pilota di formula 1 Mark.
Dopo un positivo esordio nell'Under-21 australiana, nel 1982 fu selezionato per la nazionale maggiore in occasione della Bledisloe Cup di quell'anno contro la Nuova Zelanda; alla vigilia dell'esordio, quando gli fu fatto notare che avrebbe dovuto confrontarsi con il suo dirimpettaio di ruolo Stu Wilson, lui rispose «Stu chi?»; l'uscita gli valse da parte dei media neozelandesi l'accusa di arroganza, ma più tardi Campese dichiarò di non aver mai sentito parlare di Wilson in precedenza, in quanto cresciuto da giovane nel rugby a 13.
Il 14 agosto 1982, quindi, Campese scese in campo a Christchurch e, nonostante la sconfitta australiana, mise a segno la prima delle sue 64 mete internazionali.

### Il periodo italiano
Nel dicembre 1984 Vittorio Munari, allenatore del Petrarca, riuscì a ingaggiare Campese in Italia approfittando dei calendari sportivi invertiti rispetto all'Emisfero Sud; a favorire il trasferimento fu anche la vicinanza con la famiglia d'origine di suo padre, presente in blocco ogni domenica sulle tribune dello stadio Appiani.
A Padova Campese contribuì alla vittoria in tre campionati consecutivi, dal 1985 al 1987; nell'anno del suo terzo titolo prese parte anche alla Coppa del Mondo di rugby 1987, che fu organizzata congiuntamente da Australia e Nuova Zelanda.
Nei sei incontri disputati in tale torneo Campese realizzò 4 mete, anche se gli Wallabies non andarono oltre il quarto posto finale (sconfitti in semifinale dalla Francia e, nella finale di consolazione, dal Galles).
Nel 1988 l'Amatori Milano, da pochissimo entrato nell'orbita societaria di Silvio Berlusconi, stava progettando l'allestimento di una squadra con elementi di spicco, e tra le prime mosse di mercato vi fu quella di rilevare Campese dal Petrarca; dopo due semifinali di campionato perse consecutivamente, nel 1991 giunse lo scudetto numero 4 per Campese e 15 per gli Amatori.
In autunno Campese fu tra i selezionati che presero parte alla Coppa del Mondo di rugby 1991 in Inghilterra.
Fu presente in sei incontri del torneo, con 6 mete (record di tale edizione): nell'ordine furono sconfitte dagli Wallabies Argentina, Samoa, Galles, Irlanda, in semifinale la Nuova Zelanda (con una sua meta) e in finale a Twickenham l'Inghilterra padrona di casa.
La vittoria diede all'Australia il titolo di campione del mondo e a Campese il riconoscimento di miglior giocatore del torneo.
Tornato in Italia per riprendere l'attività con l'Amatori Milano, Campese fu eletto miglior giocatore dell'anno anche nel 1992.
Eliminata nel 1992 in semifinale dal Benetton, l'Amatori si riscattò l'anno successivo, vincendo il suo sedicesimo scudetto; la finale del campionato 1992-93 fu l'ultima partita italiana di Campese.

### Il ritorno in Australia e il Super 12

Campese all'Amatori Milano nel 1991 con il connazionale Mark Ella, tecnico del club

Rientrato a tempo pieno nel Randwick, Campese continuò a rappresentare il Nuovo Galles del Sud e prese parte alla Coppa del Mondo di rugby 1995 in Sudafrica, nella quale l'Australia giunse fino ai quarti di finale; il 1996 fu l'anno sia della sua prima stagione ufficialmente professionistica (nelle file degli Waratahs in Super 12) che del suo ritiro internazionale.
Impegnato nel tour australiano in Europa, disputò il suo 100º incontro internazionale a Padova contro l'Italia il 23 ottobre, due giorni dopo il suo trentaquattresimo compleanno, festeggiato proprio nella città veneta dove aveva militato per quattro stagioni; fu omaggiato dagli spalti nonostante la sconfitta italiana per 18-40; il 1º dicembre successivo fu il giorno del suo 101º e ultimo test match, all'Arms Park di Cardiff contro il Galles: alla sua uscita dal campo il pubblico di casa gli tributò una standing ovation.
Alle sue presenze internazionali si assommano anche quattro inviti nei Barbarians tra il 1988 e il 1990.
Campese fu il secondo giocatore in assoluto ad avere superato le 100 presenze internazionali; più di lui, all'epoca, solo il francese Philippe Sella con 111; inoltre, al momento del ritiro, deteneva il record di mete internazionali con 64, che fu battuto solo quasi 10 anni più tardi dal giapponese Daisuke Ohata, che il 12 maggio 2006 giunse a quota 65.
Nel 1998 Campese si aggiudicò anche una medaglia di bronzo ai XVI Giochi del Commonwealth con la Nazionale a sette, cui fece seguito il ritiro definitivo dal rugby giocato; dopo la fine dell'attività Campese si dedicò al suo negozio di articoli sportivi a Sydney.
Da allora porta avanti un'attività di promozione del rugby a vari livelli, pur senza quasi mai occuparsi direttamente della conduzione tecnica: tra le esperienze di rilievo le consulenze presso la nazionale di Singapore (1998), presso i Natal Sharks in Sudafrica (2006-2007) e, più recentemente, per la Nazionale a sette di Tonga (2009-2010); non sono mancate consulenze in vari istituti sia australiani che neozelandesi che, infine, inglesi.
Nel 2001 fu ammesso nell'International Rugby Hall of Fame e ricevette la Medaglia dello sport australiano e, nel 2002, gli fu conferita l'onorificenza di membro dell'Ordine dell'Australia; per tali ultimi due riconoscimenti la motivazione rese omaggio ai suoi contributi al mondo del rugby.
Spesso polemico, Campese ha affidato a una sua autobiografia del 1991, On a Wing and a Prayer alcune riflessioni e critiche sul suo ambiente e su alcuni allenatori con cui all'epoca aveva lavorato.
Spicca una sua dichiarazione sul rugby a 15, definito «uno sport in via di estinzione», anche se tale frase non teneva conto che, all'epoca, l'International Rugby Board non aveva ancora preso in esame il professionismo, che fu introdotto nella disciplina solo nel 1995.
Dal 2012 il volto di Campese appare in una serie di francobolli celebrativi emessi dalle poste australiane dedicati agli esponenti delle quattro maggiori discipline con il pallone praticate in quel Paese (calcio, football australiano, rugby a 13 e rugby a 15); insieme a lui, tra gli altri, il suo collega David Pocock e il portiere della nazionale di calcio Mark Schwarzer.

## Palmarès
- Coppe del mondo: 1
Australia: 1991
- Campionati italiani: 5
Petrarca: 1984-85, 1985-86, 1986-87
Amatori Milano: 1990-91, 1992-93